# Plexo braquial
Plexo braquial consiste em um conjunto de nervos formado pelo ramo anterior da medula espinhal dos quatro nervos cervicais e o primeiro nervo torácico (C5, C6, C7, C8 e do T1). Esse plexo se estende desde a medula espinhal, através do canal cervical axilar, sobre a primeira costela, e na axila. Ele fornece aferentes e fibras nervosas eferentes no peito, ombro, braço e mão.
Suas raízes, que saem dos forames intervertebrais, são cinco: C5, C6, C7, C8 e T1. As raízes dão origem aos troncos superior (C5+C6), médio (C7) e inferior (C8+T1). Cada tronco divide-se em divisões anteriores e posteriores. As divisões anteriores dos troncos superior e médio dão origem ao fascículo lateral. As divisões posteriores dos três troncos dão origem ao fascículo posterior. Enquanto a divisão anterior do tronco inferior dá origem ao fascículo medial. Esses fascículos terão vários ramificações que inervarão os membros superiores. A maior dessas ramificações é o nervo radial. Do fascículo lateral originam o nervo musculocutâneo e sai um ramo que vai formar o nervo mediano. Do fascículo posterior originam o nervo radial e axilar, e por fim, do fascículo medial originam o nervo ulnar e o outro ramo que vai formar o nervo mediano.

## Estrutura
O plexo braquial é dividido em cinco "raízes", três "troncos", seis "divisões", três "fascículos" e cinco "ramos". Há cinco ramos terminais e inúmeros outros ramos "pré-terminais" ou "colaterais", que saem do plexo em vários pontos ao longo de seu comprimento. A estrutura comum usada para identificar parte do plexo braquial na dissecção de cadáveres é em forma da letra "M" ou "W" feita pelo nervo musculo-cutâneo, fascículo lateral, nervo mediano, fascículo medial e nervo ulnar.

### Raízes
As cinco raízes constituem os cinco anterior rami dos nervos espinhais, depois de terem desprendido seu fornecimento segmentar para os músculos do pescoço.
O plexo braquial emerge em cinco níveis diferentes: C5, C6, C7, C8 e T1. O C5 e C6 fundem-se para estabelecer a parte superior do tronco; C7 forma contínua o tronco meio e o C8 e o T1 se fundem para estabelecer o tronco inferior.
Formações pré ou pós-fixadas envolvem, em alguns casos, o C4 ou o T2, respectivamente.
O nervo dorsal da escápula tem sua origem no nível C5 e inerva os músculos romboides que retraem a escápula. O nervo subclávia origina tanto em C5 e C6 e inerva o músculo subclavius, que envolve o levantamento das primeiras costelas durante a respiração. O nervo torácico longo surge a partir de C5, C6 e C7 e inerva o músculo serrátil anterior, que chama a escápula lateralmente e fornece a força motriz em ações como aquelas em que se está empurrando algo.

### Troncos
Ao se juntarem, as raízes foram três troncos:
- "Superior" (C5-C6)
- "Intermediário" (C7)
- "Inferior" (C8, T1)

### Divisões
Cada tronco, por sua vez, divide-se em dois, formando assim seis divisões:
- divisões anteriores dos troncos superior, médio e inferior
- divisões posteriores dos troncos superior, médio e inferior
- Quando se observa o corpo em uma posição anatômica, as divisões anteriores são superficiais em relação às divisões posteriores

### Fascículos
Essas seis divisões reagrupam-se e se tornam três fascículos, três grandes feixes de fibras. Essas espécies de "cabos" recebem nomes em função de suas posições em relação à artéria axilar.
- O fascículo posterior, formado a partir das três divisões posteriores dos troncos (C5-C8, T1)
- O fascículo lateral, formado a partir das divisões anteriores dos troncos superior e médio (C5-C7)
- O fascículo medial, simplesmente uma continuação da divisão anterior do tronco inferior (C8, T1)

### Ramos
A maioria dos ramos tem origem dos fascículos, mas alguns pouco (indicados em itálico) podem ter origem em outras estruturas. Os cinco ramos à esquerda são considerados "ramos terminais". Há variações reportadas no padrão de ramificação, mas se trata de casos atípicos.

### Ramos específicos
Os ramos assinalados em negrito indicam a raiz componente espinhal primária do nervo. Quando em itálico indicam as raízes nervosas que por vezes, não sempre, contribuem para o nervo.
| Origem              | Nervo                                         | Raízes             | Músculos | Inervação cutânea |
| raízes              | nervo escapular dorsal                        | C4, C5             | músculos romboides e músculo levantador da escápula | - |
| raízes              | nervo torácico longo                          | C5, C6, C7         | músculo serrátil anterior | - |
| raízes              | ramo para o nervo frênico                     | C5                 | músculo diafragma | - |
| tronco superior     | nervo subclávio                               | C5, C6             | músculo subclávio | - |
| tronco superior     | nervo supraescapular                          | C5, C6             | músculo supraespinhal e músculo infraespinhal | - |
| fascículo lateral   | nervo peitoral lateral                        | C5, C6, C7         | músculo peitoral maior e músculo peitoral menor (comunicando-se com o nervo peitoral medial) | - |
| fascículo lateral   | nervo musculocutâneo                          | C5, C6, C7         | músculo coracobraquial, músculo braquial anterior e bíceps braquial | torna-se o nervo cutâneo lateral do antebraço |
| fascículo lateral   | raiz lateral do nervo mediano                 | C5, C6, C7         | fibras para o nervo mediano | - |
| fascículo posterior | nervo subescapular superior                   | C5, C6             | músculo subescapular (parte superior) | - |
| fascículo posterior | nervo toracodorsal (nervo subscapular medial) | C6, C7, C8         | músculo grande dorsal | - |
| fascículo posterior | nervo subscapular inferior                    | C5, C6             | subscapularis (parte inferior) e músculo redondo maior | - |
| fascículo posterior | nervo axilar                                  | C5, C6             | ramo anterior: músculo deltoide e uma pequena área da pele sobrejacente ramo posterior: músculo redondo menor e músculos deltoides                                                                                          | o ramo posterior se torna o nervo cutâneo lateral superior do braço |
| fascículo posterior | nervo radial                                  | C5, C6, C7, C8, T1 | tríceps braquial, músculo supinador, músculo ancôneo, os músculos extensores do antebraço e músculo braquiorradial | pele do braço posterior como o nervo cutâneo posterior do braço. Também ramo superficial do nervo radial fornece costas da mão, incluindo a camada de pele entre o polegar e o dedo indicador. |
| fascículo medial    | nervo peitoral medial                         | C8, T1             | músculo peitoral maior e músculo peitoral menor | - |
| fascículo medial    | raiz medial do nervo mediano                  | C8, T1             | fibras do nervo mediano | partes da mão não alcançadas pelo ulnar ou pelo radial |
| fascículo medial    | nervo cutâneo medial do braço                 | C8, T1             | - | frente e pele medial do braço |
| fascículo medial    | nervo cutâneo medial do antebraço             | C8, T1             | - | pele medial do antebraço |
| fascículo medial    | nervo ulnar                                   | C8, T1             | músculo flexor ulnar do carpo, os dois ventres mediais do músculo flexor profundo dos dedos, os músculos das mãos, à exceção da eminência tenar e dos dois laterais Músculos lumbricais que são servidos pelo nervo mediano | a pele do lado medial da mão, dedo mínimo e metade do anelar nos lados palmar e dorsal da mão                                                                                                  |

## Função
O plexo braquial é responsável pela inervação cutânea e muscular de todo o membro superior, com duas exceções: o trapézio, músculo inervado pelo nervo acessório e uma área de pele perto da axila inervado pelo nervo intercostobraquial. O plexo braquial se comunica através do tronco simpático através de ramos comunicantes cinzentos que se juntam às raízes do plexo. Já as lesões do plexo braquial, por sua vez, podem levar a uma incapacidade funcional grave.
O plexo braquial é um amplo plexo nervoso, compreendido entre o pescoço e até a axila de tal modo que este tem a função de conferir inervação motora e sensitiva para o membro superior, no caso, inervação somática. Em relação aos nervos espinais, pela sua descrição morfo-anatômica, pode-se perceber o porquê de sua conferência à sensibilidade e motricidade de todo o membro. Pelo fato de que este nervo se forma no momento que ocorre a fusão no nível medular de filamentos radiculares de dois sulcos na própria medula espinal, sendo as radículas que deixam o sulco lateral anterior com função motora e as radículas que deixa o sulco lateral posterior com função sensitiva, formando o nervo espinal, um nervo MISTO.

## Contexto clínico

### Lesões

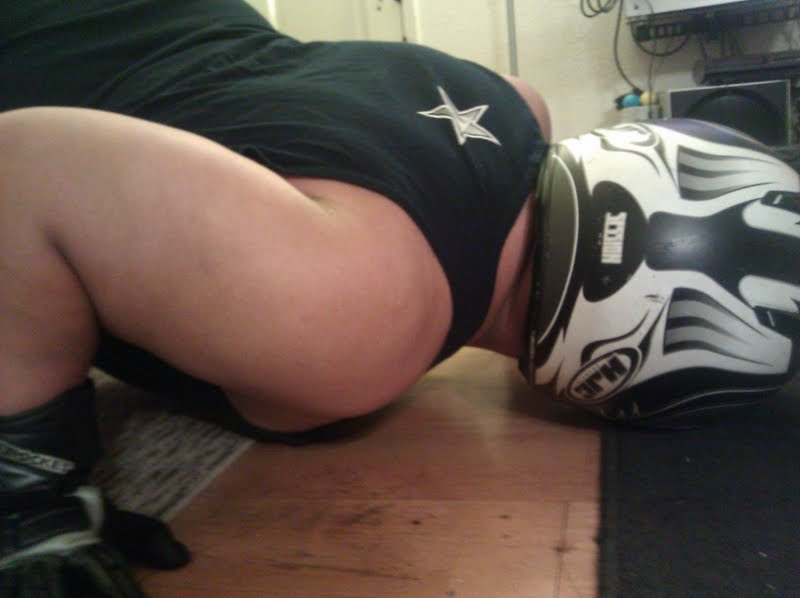
Nesta simulação, indivíduo demonstra posição frequente do impacto de um motociclista contra o solo, num ângulo que habitualmente lesiona o plexo braquial. Proteções adicionais na área do pescoço podem dar suporte no lado oposto da cabeça para evitar o excesso de alongamento do pescoço.

A lesão do plexo braquial refere-se aos danos causados aos nervos do plexo braquial, um conjunto de nervos que conduz sinais da medula espinhal, que está alojada no canal espinhal da coluna vertebral, para os membros superiores. Essas lesões podem ocorrer como resultado de traumas, tumores ou inflamações no ombro.. Em geral, lesões do plexo braquial podem ser classificadas como obstétricas ou traumáticas. As lesões obstétricas podem acometer recém-nascidos, como uma distócia de ombro durante um parto difícil.  A lesão traumática pode surgir de várias causas, como acidentes de trânsito, principalmente envolvendo motocicletas, e esportes de contato. A síndrome de Parsonage-Turner causa inflamação do plexo braquial sem lesão óbvia, mas com sintomas incapacitantes.

#### Acidentes com motocicletas
Os motociclistas que se envolvem em acidentes de trânsito são muito susceptíveis às lesões do plexo braquial. Lesões do plexo braquial foram identificados em 54 de 4538 pacientes que se apresentam a nível regional de traumatismo.
Muitos desses motociclistas acidentados são forçados a passar uma cirurgia reconstrutiva. Durante as posteriores sessões de terapia, a posição do plexo braquial tornou-se muito importante para evitar danos maiores. O risco pode ser reduzido pela libertação completa dos tecidos. A partir da superfície inferior do clavícula antes mobilização de fratura fragmentos. Através do uso de equipamentos de proteção, como um capacete, o motociclista pode prevenir danos nos nervos após colisões.

#### Lesões esportivas
Uma lesão esportiva que está se tornando prevalentes nos chamados "esportes de contato", especialmente em casos como o do futebol americano, é a lesão chamada pelo nome em inglês de stinger. Nela, um atleta pode lesionar-se numa colisão que pode causar compressão cervical axial, flexão ou extensão das raízes nervosas ou ramos terminais do plexo braquial.
Em um estudo realizado com jogadores de futebol americano na United States Military Academy, pesquisadores descobriram que o mecanismo mais comum de lesão é o de compressão do plexo braquial fixa entre a almofada do ombro e a escápula medial superior quando o bloco é empurrado para dentro da área de ponto de Erb, onde o plexo braquial é mais superficial.
O resultado desse tipo de lesão é uma sensação de "queimadura" ou de "picada" que irradia a partir da região do pescoço para as pontas dos dedos. Embora essa lesão apresente sintomas temporários, em alguns casos eles podem se tornar crônicos.

#### Feridas de penetração
A maioria das feridas de penetração requer tratamento imediato e não são fáceis de reparar. Uma laceração por faca para o plexo braquial, por exemplo, pode danificar e/ou cortar o nervo. Dependendo de onde o corte for feito, a lesão pode inibir os potenciais de ação necessários para inervar o(s) músculo(s) específico(s) desse nervo.

#### Lesões durante o parto
Lesões do plexo braquial também podem ser um problema para recém-nascidos. Na literatura médica, houve ao menos 80 lesões do plexo braquial identificados, para uma incidência de 1-3 por 1000 nascidos vivos.
A lesão do nervo tem relação com o peso ao nascer, sendo que recém-nascidos de maiores proporções estão mais suscetíveis a esse tipo de lesão. Embora muito difícil de evitar, durante o nascimento, os médicos devem ser cuidadosos e movimentar-se de maneira precisa e suave para diminuir as chances de ferir a criança.

### Tumores
Os tumores que podem ocorrer no plexo braquial os de schwannoma, os neurofibromas e o tumor maligno da bainha de nervo periférico.

### Imagiologia
A imagiologia do plexo braquial pode ser realizada de forma eficaz por meio de exames de ressonância magnética de alta capacidade, com equipamentos MRI Scanner de 1,5 T ou maiores. É impossível avaliar o plexos braquial com um simples exame de raio X. Tomografias computadorizadas e exames de ultra-sonografia conseguem visualizar os plexos até certa uma extensão; portanto, a ressonância magnética é o meio padrão em imagiologia para se obter imagens do plexo braquial, devido à possibilidade de planos múltiplos e da diferença de contraste entre o tecido plexo braquial e os vasos adjacentes. Os plexos são melhor visualizados em planos coronal e sagital, mas as imagens axiais podem dar uma ideia sobre as raízes nervosas.

## Imagens adicionais

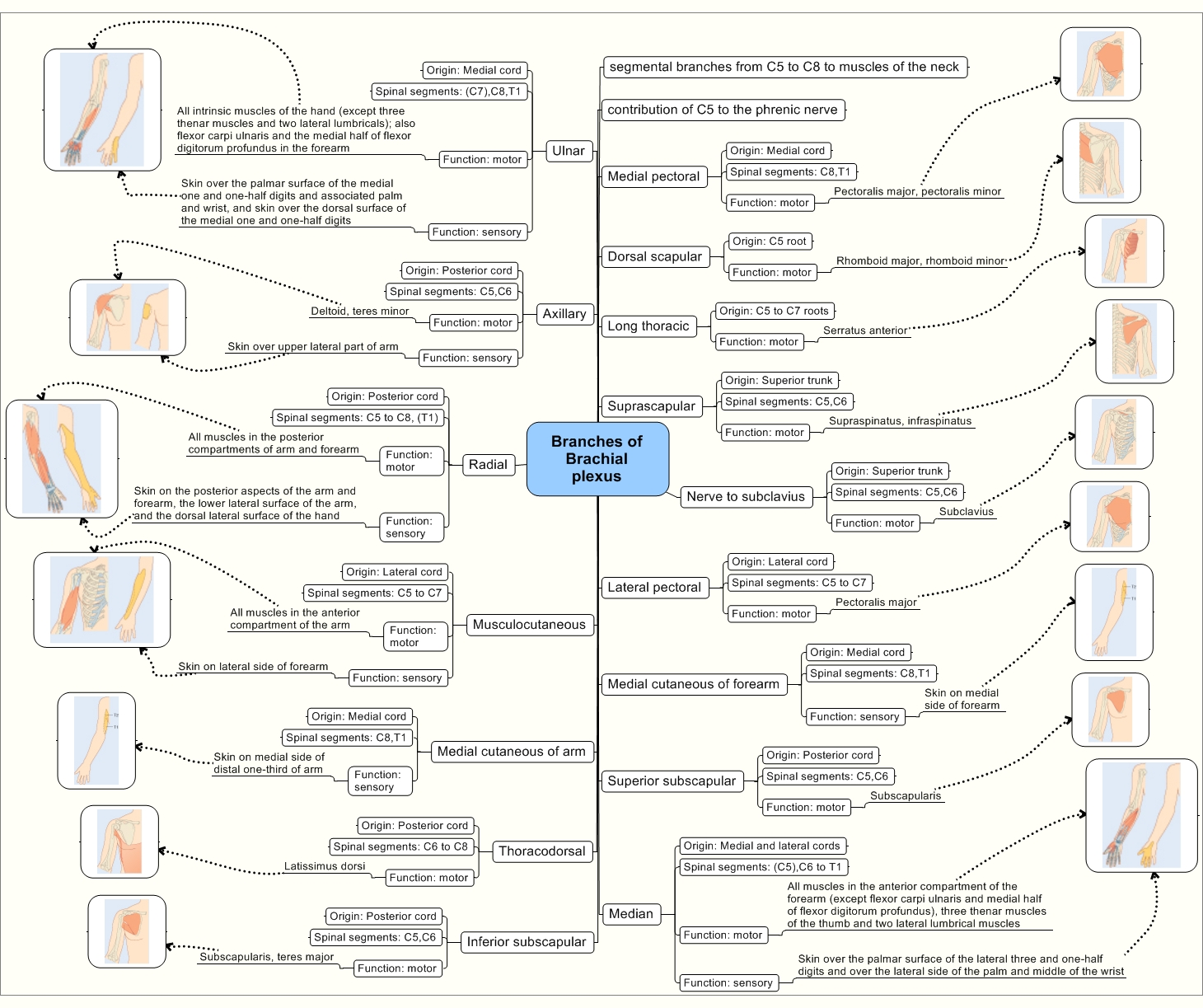
Mind map dos ramos do plexo braquial.
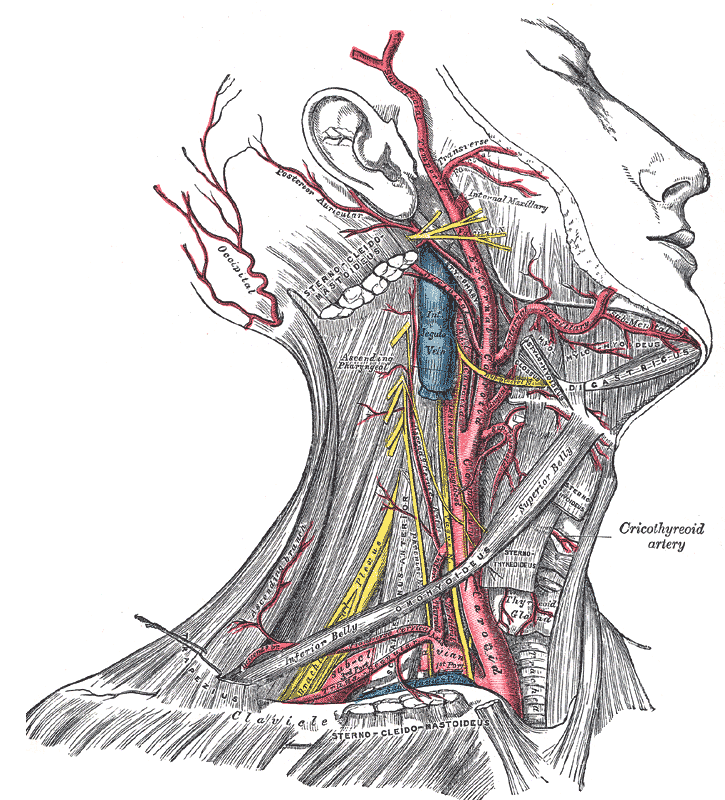
Dissecação superficial do lado direito do pescoço, mostrando a artéria carótida e a subclavia.
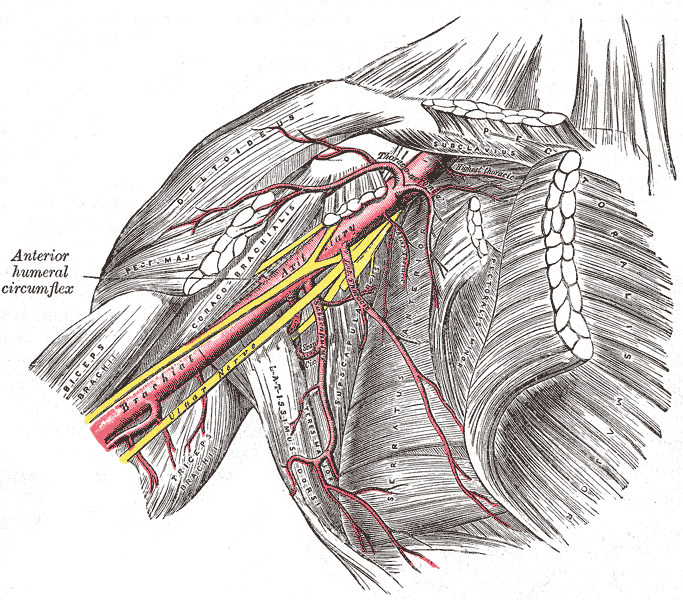
A artéria axilar e seus ramos.
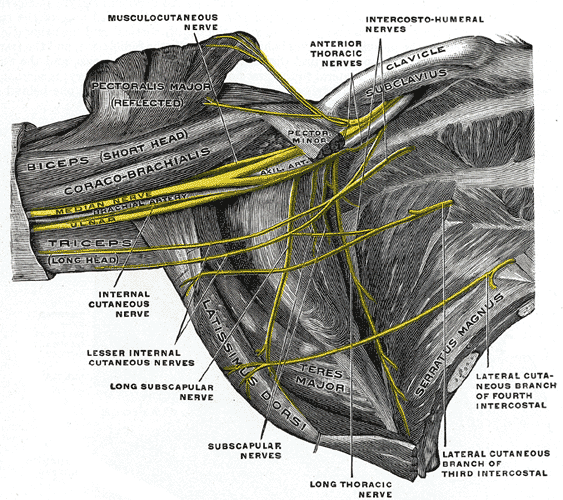
Nervos na parte infra-claviculares direita do plexo braquial na fossa axilar.
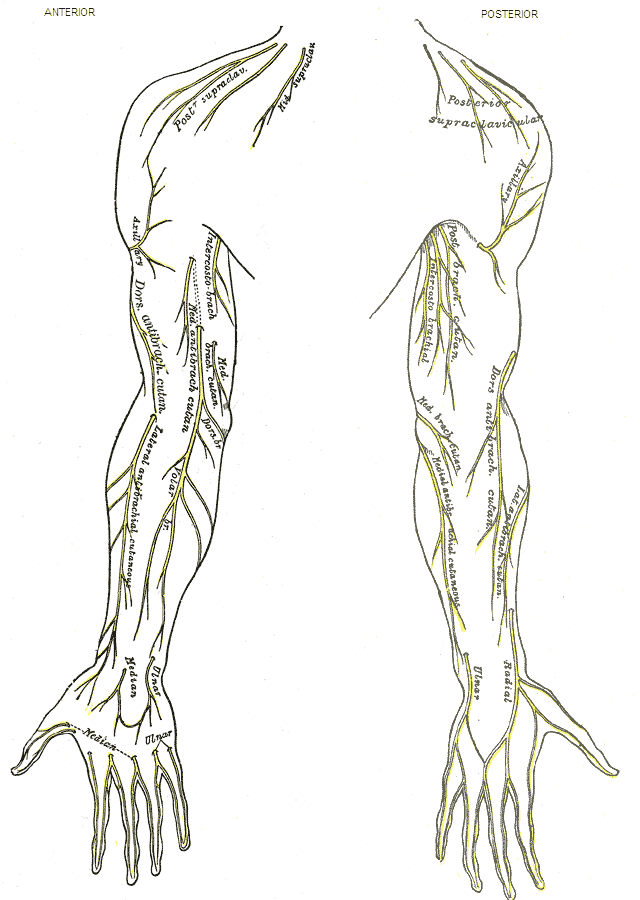
Nervos cutâneos do membro superior direito.
Diagrama de distribuição segmentar dos nervos cutâneos do membro superior direito.
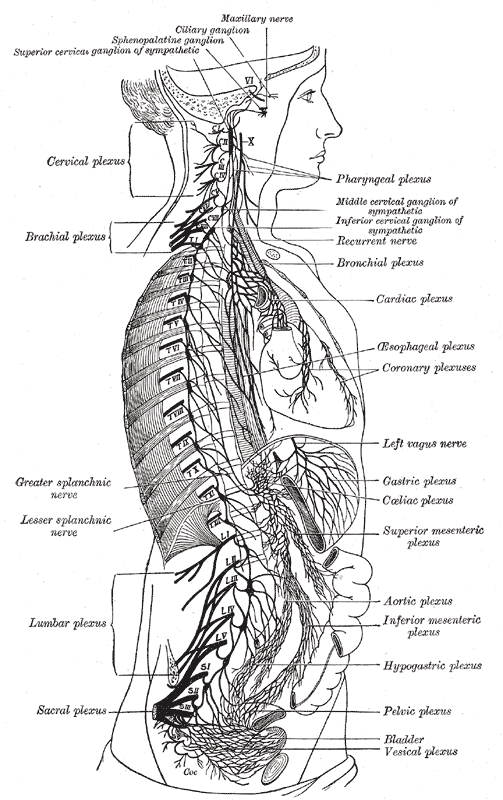
A cadeia simpática direita e suas conexões com o plexo torácico, abdominal e pélvico.
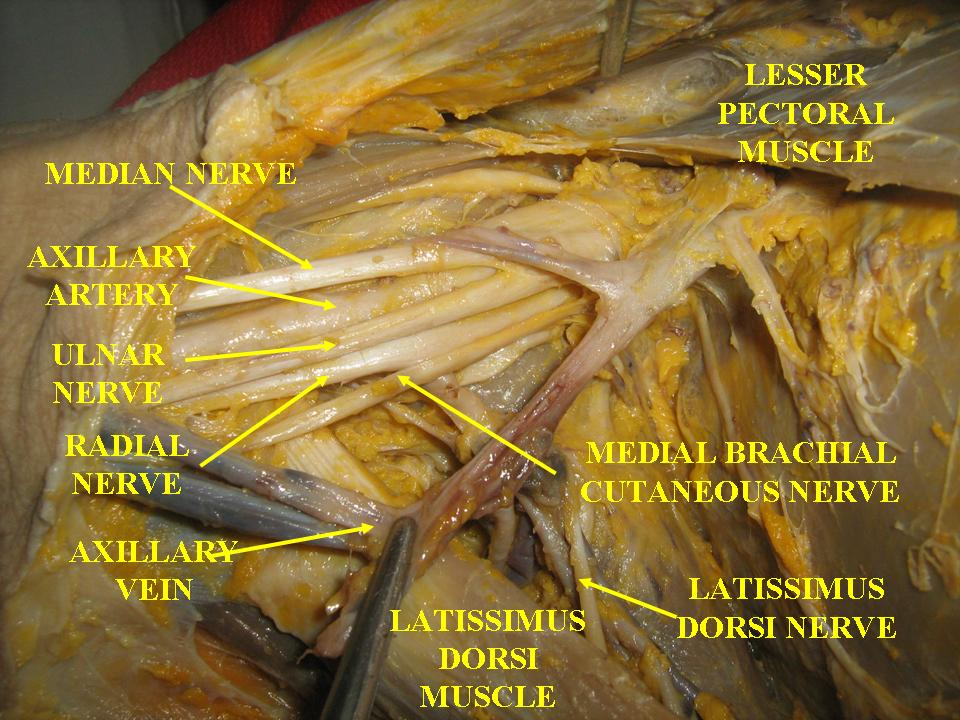
Dissecção do plexo braquial
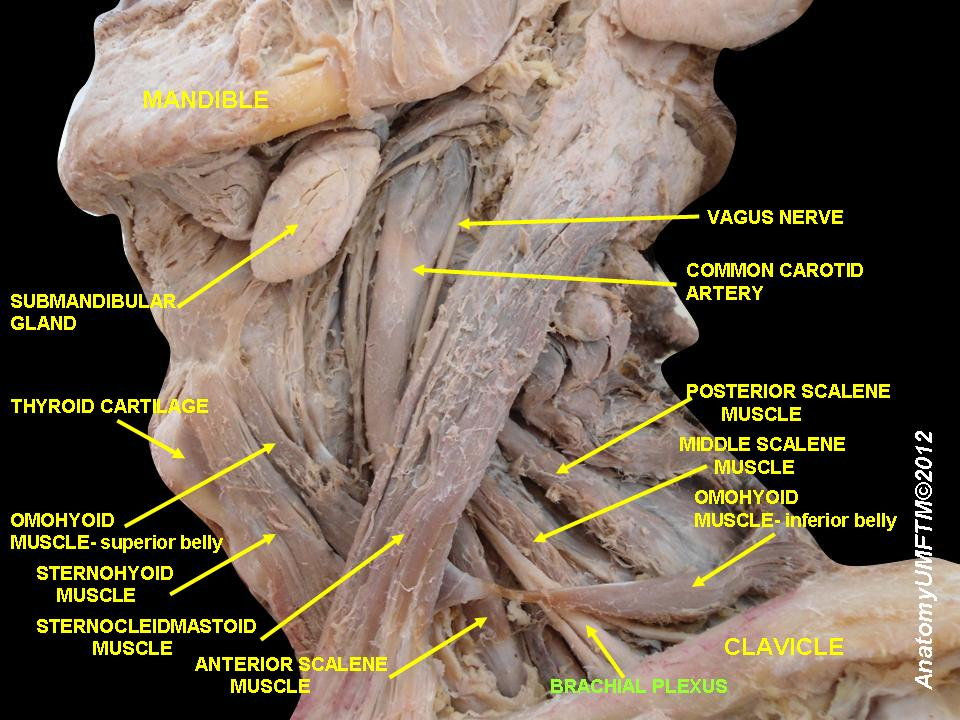
Plexo braquial
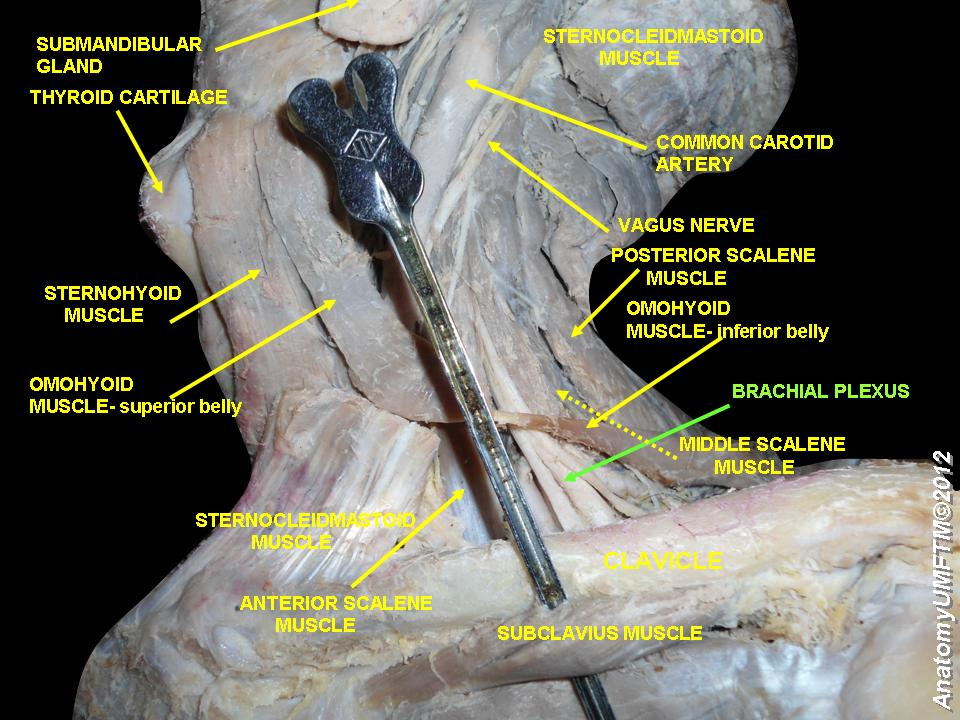
Plexo braquial
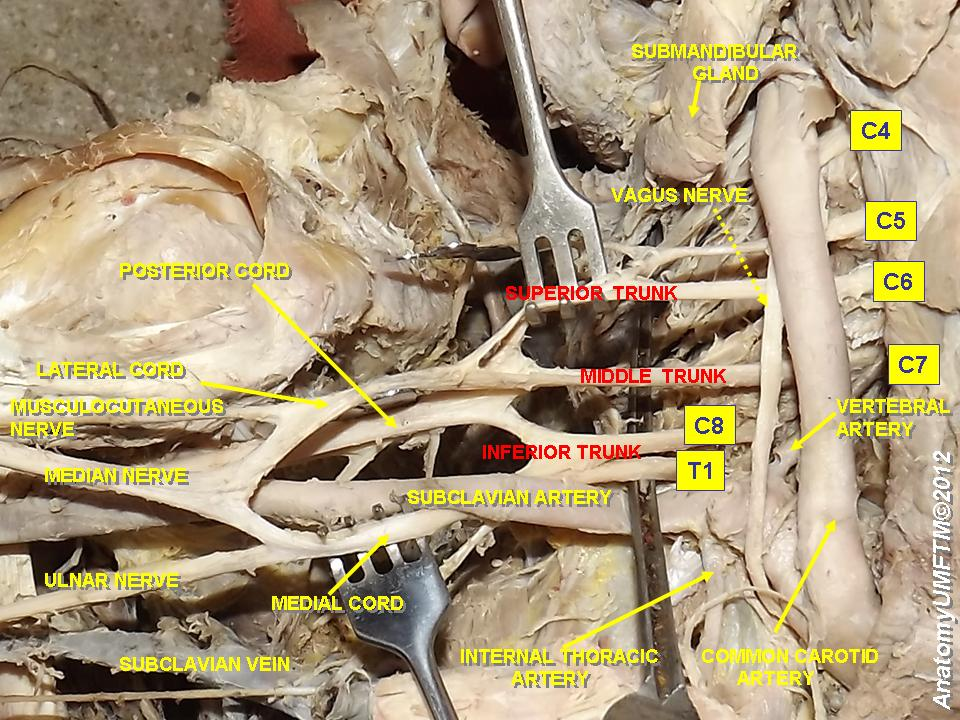
Plexo braquial